# Мортагуа
Мортагуа (порт. Mortágua; [mɔɾ'tagwɐ]) — посёлок городского типа в Португалии, центр одноимённого муниципалитета в составе округа Визеу. Находится в составе крупной городской агломерации Большая Визеу. По старому административному делению входил в провинцию Бейра-Алта. Входит в экономико-статистический субрегион Дан-Лафойнш, который входит в Центральный регион. Численность населения — 2.8 тыс. жителей (посёлок), 10,4 тыс. жителей (муниципалитет) на 2001 год. Занимает площадь 248,59 км².

## Расположение
Посёлок расположен в 40 км на юго-запад от административного центра округа — города Визеу.
Муниципалитет граничит:
- на севере — муниципалитет Агеда
- на северо-востоке — муниципалитет Тондела
- на востоке — муниципалитет Санта-Комба-Дан
- на юге — муниципалитет Пенакова
- на западе — муниципалитеты Меальяда, Анадия

## История
Поселок основан в 1192 году.

## Население
| Численность населения муниципалитета по годам | Численность населения муниципалитета по годам | Численность населения муниципалитета по годам | Численность населения муниципалитета по годам | Численность населения муниципалитета по годам | Численность населения муниципалитета по годам | Численность населения муниципалитета по годам | Численность населения муниципалитета по годам | Численность населения муниципалитета по годам |
| --------------------------------------------- | --------------------------------------------- | --------------------------------------------- | --------------------------------------------- | --------------------------------------------- | --------------------------------------------- | --------------------------------------------- | --------------------------------------------- | --------------------------------------------- |
| 1801                                          | 1849                                          | 1900                                          | 1930                                          | 1960                                          | 1981                                          | 1991                                          | 2001                                          | 2004                                          |
| 5864                                          | 7520                                          | 8834                                          | 10 268                                        | 13 024                                        | 11 291                                        | 10 662                                        | 10 379                                        | 10 365                                        |

## Состав муниципалитета
В муниципалитет входят следующие районы:
1. Алмаса
2. Серкоза
3. Кортегаса
4. Эшпинью
5. Мармелейра
6. Мортагуа
7. Пала
8. Собрал
9. Трезой
10. Вале-де-Ремижиу